# 光路计算
光路计算是二十世纪就已经开始出现的光学镜头设计中的古老技术。几何光路计算用于描述光线通过镜头系统或者光学仪器时的传输特性，并建立系统的成像属性模型。这用于建造前优化光学仪器的设计，例如减少色像差或者其它的光学像差。光线跟踪也用于计算光学系统中的光程差，光程差用于计算光学波前，而光学波前用于计算系统的衍射作用，例如点扩展函数、调制传递函数以及 Strehl ratio。光线跟踪不仅用于摄影领域的镜头设计，也可以用于微波设计甚至是无线电系统这样的较长波长应用，也可以用于紫外线或者X射线光学这样的较短波长领域。
光学设计所用的技术通常比较严格，并且能够更加正确地反映光线行为。尤其是光的色散、衍射效应以及光学镀膜的特性在光学镜头设计中都是非常重要的。
在计算机出现以前，光路计算需要使用三角以及对数表手工计算，许多传统摄影镜头的光学公式都是许多人共同完成优化的，每个人只能处理其中一小部分的计算工作。现在这些计算可以在如来自于 Lambda Research 的 OSLO 或者 TracePro、Code-V 或者 Zemax 这些光学设计软件上完成。一个简单的光路计算版本是光线传递矩阵分析，它通常用于激光光学谐振腔的设计。

## 球面反射的光路计算
为了说明光路计算所用的基本原理，我们来看计算一个光线与球体交点的例子。用 I 表示球面上的点，C 表示球心，r 表示半径，那么球面的公式为
{\displaystyle |\mathbf {I} -\mathbf {C} |^{2}=r^{2}}.
如果定义一条线的起点即光线起点是 S，方向是 d，那么线上的每个点都可以表示为
{\displaystyle \mathbf {S} +t\mathbf {d} \ ,}
其中 t 是定义线上与起点距离的常数，为了简化起见，通常 d 定义为单位向量。那么，在这种情况下已知 S、d、C 以及 r，于是代入 I 得到：
{\displaystyle |\mathbf {S} +t\mathbf {d} -\mathbf {C} |^{2}=r^{2}\ .}
简化 {\displaystyle \mathbf {V} \equiv \mathbf {S} -\mathbf {C} } ，那么
{\displaystyle |\mathbf {V} +t\mathbf {d} |^{2}=r^{2}}
{\displaystyle \mathbf {V} ^{2}+t^{2}\mathbf {d} ^{2}+2\mathbf {V} \cdot t\mathbf {d} =r^{2}}
{\displaystyle d^{2}t^{2}+2\mathbf {V} \cdot t\mathbf {d} +\mathbf {V} ^{2}-r^{2}=0\ .}
那么二次方程的解是
{\displaystyle t={\frac {-2\mathbf {V} \cdot \mathbf {d} \pm {\sqrt {(2\mathbf {V} \cdot \mathbf {d} )^{2}-4d^{2}(V^{2}-r^{2})}}}{2d^{2}}}\ .}
这只是直线光线与球体交点的所用的数学公式，当然对于通用的光线跟踪来说是远远不够的，但是它至少表示了这个算法如何使用的一个实例。

## 球面折射的光路计算

### 图解法
比较简单的镜头，例如聚光镜，图解法就完全胜任，1926年Dowell 和 van Albada 的一篇论文《光学系统设计的图解法》叙述这种基于光的折射定律的图解法。图解法的优点是简便快捷。光学设计师在用三角函数计算复杂光路时，可以同时采用图解法，以便随时观察镜头的直径和厚度的变化。图解法也可用于近轴光系或非球面。

### 三角函数法
主要有两类
L,U计算法，便于用计算尺、对数表进行计算
Q,U计算法，用于计算机。